# 圣茹利昂-迪帕拉西乌什
圣茹利昂-迪帕拉西乌什是葡萄牙布拉干萨区的一个堂区。总面积34.04平方公里，总人口283人，人口密度8.3人/平方公里。